# Wolfsberg (landhuis)
Het landhuis de Wolfsberg in de gemeente Deurne werd in 1957 gebouwd in opdracht van industrieel Martien van Doorne, nadat de gemeente de benodigde grond, een gedeelte van het kasteelpark van het Groot Kasteel, aan Van Doorne had verkocht. 

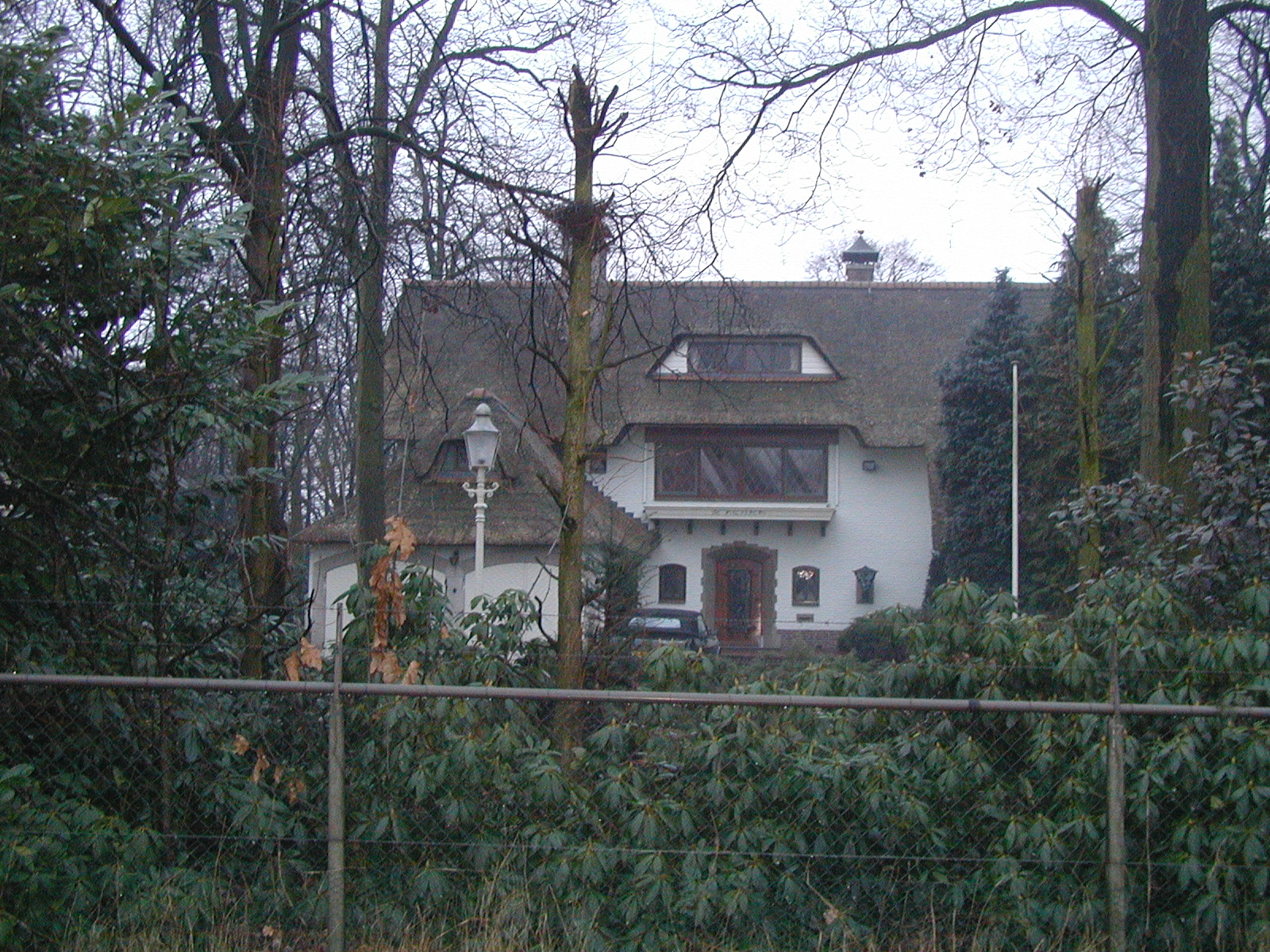
Landhuis de Wolfsberg in 2004

 De eerstgerechtigde op de bouwgrond, Theodore baron de Smeth van Deurne, had eerder al vriendelijk bedankt.
Van Doorne gaf de naam De Wolfsberg aan het landhuis. Deze naam was gebaseerd op de veronderstelling van historicus Hendrik Ouwerling (1861-1932) dat Walsberg, een buurschap ten noorden van het kasteelpark, en Wolfsberg met elkaar gelijk waren. Later bleek echter uit onderzoek dat de Wolfsberg niets te maken had met de Walsberg, maar het landhuis had toen de naam al.
Het landhuis werd omstreeks 2002 door Van Doorne verkocht. De nieuwe eigenaar had geen bezwaar tegen het gebruik van de naam Wolfsberg op de historisch juiste locatie, bij het nieuwe winkelcentrum Wolfsberg.
In de nabije toekomst zullen rond het landhuis de Wolfsberg enkele nieuwe landhuizen verrijzen, op een gedeelte van beekdal van de Vlier dat historisch bekendstaat als de Ossenbeemd.